# Ave (comunidad intermunicipal)
El Ave es una comunidad intermunicipal y una subregión estadística portuguesa, parte de la Región Norte. La mayoría de sus municipios forma parte del distrito de Braga, en la región de Minho, aunque Mondim de Basto pertenece al Distrito de Vila Real, en la región de Trás-os-Montes. Limita al norte con el Cávado, al noreste con el Alto Támega, al sureste con la comunidad intermunicipal de Duero, al sur con Támega y Sousa y al oeste con el Grande Porto.

## Composición
Comprende 8 municipios:
- Cabeceiras de Basto (vila)
- Mondim de Basto (vila)
- Fafe (ciudad)
- Guimarães (ciudad principal de Ave)
- Póvoa de Lanhoso (vila)
- Vieira do Minho (vila)
- Vila Nova de Famalicão (ciudad)
- Vizela (ciudad)

- Datos: Q634735